# Sixten Carlsson
Sixten Fredrik Carlsson, född 10 oktober 1937 i Kalmar, är en svensk målare.
Sixten Carlsson är uppväxt på Öland och studerade måleri på Académie Libre i Stockholm. Han bor och arbetar på Öland. Han målar framför allt inkännande bilder av djur, vilka vid första anblicken ter sig som ett abstrakt måleri. Carlsson är representerad vid Kalmar konstmuseum.

## Offentliga verk i urval
- Mörbylånga bibliotek, 1986
- Strömgården i Borgholm, 1990